# Jin Kobayashi
Jin Kobayashi (小林尽, Kobayashi Jin, nació el 25 de mayo de 1977) es un mangaka. Su manga más famoso es School Rumble, que fue publicado en la revista semanal Shonen Magazine desde 2002 hasta 2008. Natsu no Arashi es otro de sus mangas.
Kobayashi empezó a dibujar manga seriamente durante la universidad, y ganó el Weekly Shonen Magazine's Rookie Award en 2000, lo que le permitió serializar su obra School Rumble.
Él mismo ha hecho algunas apariciones en la adaptación del anime de School Rumble. Le dio la voz a un marinero durante dos episodios en la primera temporada, y fue el narrador del primer OVA (School Rumble - Primer Plazo Extra) que es el OVA ambientado en la Prehistoria.

## Trabajos

### Series
- School Rumble (スクールランブル, 2002 - 2008)
  - School Rumble Z (スクールランブルZ, 2008 - 2009)
- Natsu no Arashi! (夏のあらし!, 2006 - 2010)

### Historias cortas
- Koiuta (恋歌, 2007, arte por Yoshibe Tsuyama)
- Kaettekita Hentai Kamen (帰ってきた変態仮面, 2008, Creado originalmente por Keishuu Ando), un manga que trata de un joven luchador de artista marcial llamado Kyousuke, que combate el crimen y gana fuerza usando bragas en su cabeza como una máscara.

- Datos: Q1063594